# Baldwin Spencer
Winston Baldwin Spencer (Saint John, 8 de octubre de 1948) es un sindicalista y político antiguano que ejerció como primer ministro de Antigua y Barbuda entre 2004 y 2014. Fue líder fundador del Partido Progresista Unido, una de las principales fuerzas políticas del país. Ocupó el cargo líder de la Oposición en el Parlamento entre 1989 y 2004, y nuevamente entre 2014 y 2018. Fue miembro de la Cámara de Representantes en representación del distrito de St. John's Rural West entre 1989 y 2018. Entre 2005 y 2014, además de primer ministro, ocupó una cartera como Ministro de Asuntos Exteriores.
Nacido en Saint John, Spencer completó sus estudios superiores en Canadá, el Reino Unido y Noruega, en el campo de las relaciones profesionales, antes de retornar a Antigua. Encabezó el Sindicato de Trabajadores de Antigua y Barbuda (AWU) y se convirtió en un destacado opositor al régimen del Partido Laborista de Antigua, encabezado por Vere Bird. Participó en los partidos Movimiento Popular Unido y Partido Democrático Nacional Unido, por el que fue elegido miembro del Parlamento en 1989. Como uno de los dos únicos candidatos de la oposición en ganar un escaño parlamentario ese año, Spencer asumió como líder de la Oposición. Desde esta posición realizó negociaciones con otras fuerzas políticas para fundar un partido opositor unificado, lo que resultó en la creación del Partido Progresista Unido en abril de 1992. Ese mismo año, Spencer encabezó una exitosa huelga general que forzó el retiro de Bird después de décadas dominando la política antiguana, y su reemplazo por su hijo, Lester Bird. Después de esto, Spencer lideró al UPP a las elecciones de 1994 y 1999, en ambas perdiendo en medio de acusaciones de fraude electoral e intimidación a los votantes. Spencer realizó una huelga de hambre exigiendo una reforma electoral, contribuyendo a que se creara una Comisión Electoral independiente y se liberalizaran los medios de comunicación. En ese contexto, condujo al UPP a una aplastante victoria en las elecciones de 2004, convirtiéndose en el tercer primer ministro de Antigua y Barbuda y poniendo fin a veintiocho años de hegemonía del ALP.
Spencer asumió el gobierno con el compromiso de combatir la corrupción endémica denunciada en el régimen de la familia Bird y resolver el deterioro de la situación económica provocado por la creciente deuda externa y el déficit fiscal. El gobierno de Spencer desarrolló un amplio programa de reformas administrativas para facilitar el pago a los trabajadores públicos (representantes de un 40% de la fuerza laboral del país), reducir los impuestos y establecer comedores escolares en todo el país. A nivel exterior, ejerció una diplomacia activa que buscó elevar el perfil internacional de Antigua y Barbuda por encima de su pequeño tamaño. Prevaleció en una importante disputa comercial con Estados Unidos, cuando la Organización Mundial del Comercio dictaminó que las restricciones estadounidenses dirigidas a la industria del juego en línea de Antigua y Barbuda violaban el derecho internacional, y logró que el país asumiera la presidencia del Grupo de los 77. Spencer lideró al UPP a una ajustada victoria en 2009, obteniendo su reelección. El segundo mandato de Spencer se vio asediado por el deterioro de la situación económica como consecuencia de la crisis financiera global, así como un disparo en la criminalidad que debilitó su popularidad rápidamente. En las elecciones de 2014, el UPP fue rotundamente derrotado por un Partido Laborista «renovado» bajo el liderazgo de Gaston Browne.
A pesar de perder el gobierno, Spencer retuvo su escaño parlamentario. Se retiró del liderazgo del UPP en 2015 y fue sucedido por Harold Lovell, que no tenía escaño, por lo que permaneció como líder de la Oposición durante el primer mandato de Browne como primer ministro. En 2018, con la disolución anticipada del Parlamento, anunció que no se presentaría en las siguientes elecciones y se retiró de la política activa.